# C/2012 F6 (Lemmon)
C/2012 F6 (Lemmon) — долгопериодическая комета, открытая в созвездии Льва 23 марта 2012 года А.Р. Гиббсом (англ. A.R. Gibbs) на 1,5-метровом рефлекторе обсерватории Маунт-Леммон в рамках обзора Маунт-Леммон. Первоначально считалось, что объект имеет астероидную природу, но последующие наблюдения подтвердили кометное происхождение. Комета имеет орбиту с высоким эксцентриситетом, в перигелии приближаясь к Солнцу на 0,73 а.е. и удаляясь на 973 а.е. в афелии. На эпоху 2050 года орбитальный период кометы составляет около 8000 лет. Последнее прохождение перигелия состоялось 24 марта 2013 года.
В течение 2012 года яркость кометы увеличивалась. В конце ноября 2012 года комета стала доступной для наблюдения в телескоп, к концу года видимая звёздная величина достигла +9m. Повышение яркости продолжалось до первых месяцев 2013 года, в конце марта видимая звёздная величина достигла +5m, при этом она была доступна для наблюдений в основном из Южного полушария. После прохождения перигелия комета постепенно становилась более тусклой. 20 апреля 2013 года комета пересекла небесный экватор и стала более доступной для наблюдения из Северного полушария, несмотря на уменьшение яркости с момента прохождения перигелия.

## Открытие кометы
А.Р. Гиббс открыл данную комету 23 марта 2012 года на основе изображений, полученных в рамках обзора неба на 1,5-метровом телескопе обсерватории Маунт-Леммон в Аризоне, США. Гиббс, однако, указал данный объект как астероид на странице о околоземных объектах на сайте Центра малых планет. Во время обнаружения видимая звёздная величина составляла +20,6m—+20,8m. Несколько позднее астроном-любитель Peter Birtwhistle наблюдал данную комету на 40-см рефракторе с использованием ПЗС-приёмника; оценка видимой звёздной величины составила +20,1m, угловой диаметр был равен 5 угловым секундам.

## История наблюдений
В течение нескольких месяцев после обнаружения комета увеличивала блеск. Последнее наблюдение кометы перед тем, как она оказалась в засвечиваемой Солнцем области, состоялось 14 июня 2012 года; в этот момент видимая звёздная величина кометы была равна +19,0m. 25 августа комета прошла на расстоянии 0,7 градусов от Солнца. 14 октября комета снова наблюдалась; наблюдения проводились в Обсерватории RAS, видимая звёздная величина составила +15,3m. Первые подтверждённые визуальные наблюдения без использования ПЗС-изображений провёл Хуан Хосе Гонзалез Суарез (англ. Juan Jose Gonzalez Suarez) в Кантабрии на 20-см рефлекторе 22 ноября. В течение оставшейся части года был получен ряд других визуальных наблюдений. К концу 2012 года кома кометы имела угловые размеры 5-7 угловых минут, видимая звёздная величина достигала +9m.
В январе 2013 года комета была хорошо доступна для наблюдения в Южном полушарии, когда пересекала созвездия Центавра, Южного Креста и Хамелеона; в феврале комета перешла в Октант. В конце февраля комета наблюдалась рано вечером в созвездии Феникса. После прохождения перигелия комета могла наблюдаться по утрам, блеск при этом уменьшался. С 17 апреля комета наблюдалась аппаратами STEREO. Небесный экватор C/2012 F6 пересекла 20 апреля 2013 года, после чего стала объектом Северного полушария. 9 мая 2013 года комета находилась рядом с Гаммой Пегаса и была доступна для наблюдения в бинокль на тёмном небе перед рассветом. 
11 августа 2014 года были опубликованы результаты исследований, использовавших наблюдения на сети телескопов ALMA и посвящённых изучению содержания HCN, HNC, H2CO и пыли в коме комет C/2012 F6 (Lemmon) и C/2012 S1 (ISON).

## Галерея

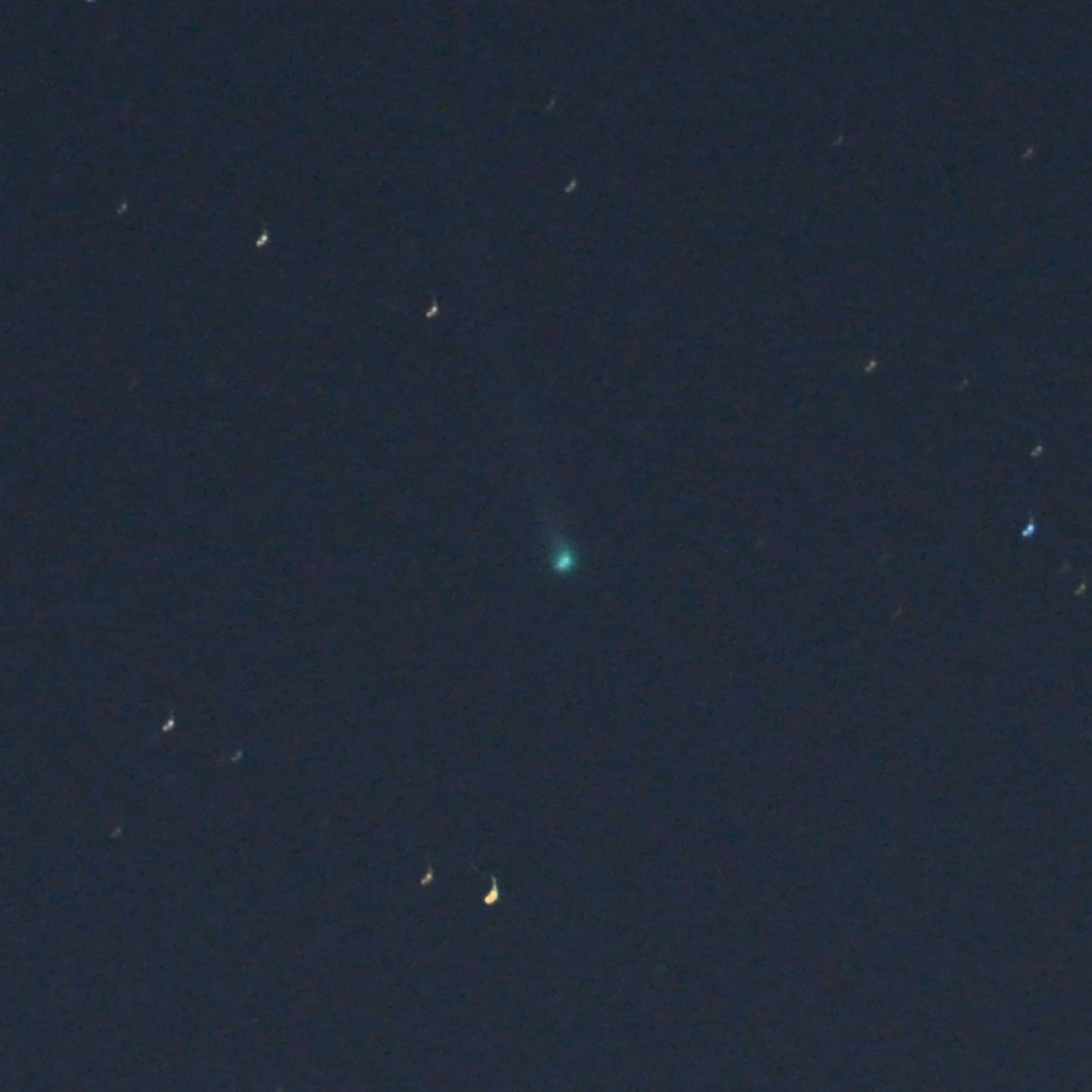
Комета C/2012 F6 1 марта при наблюдении из обсерватории Маунт-Барнетт
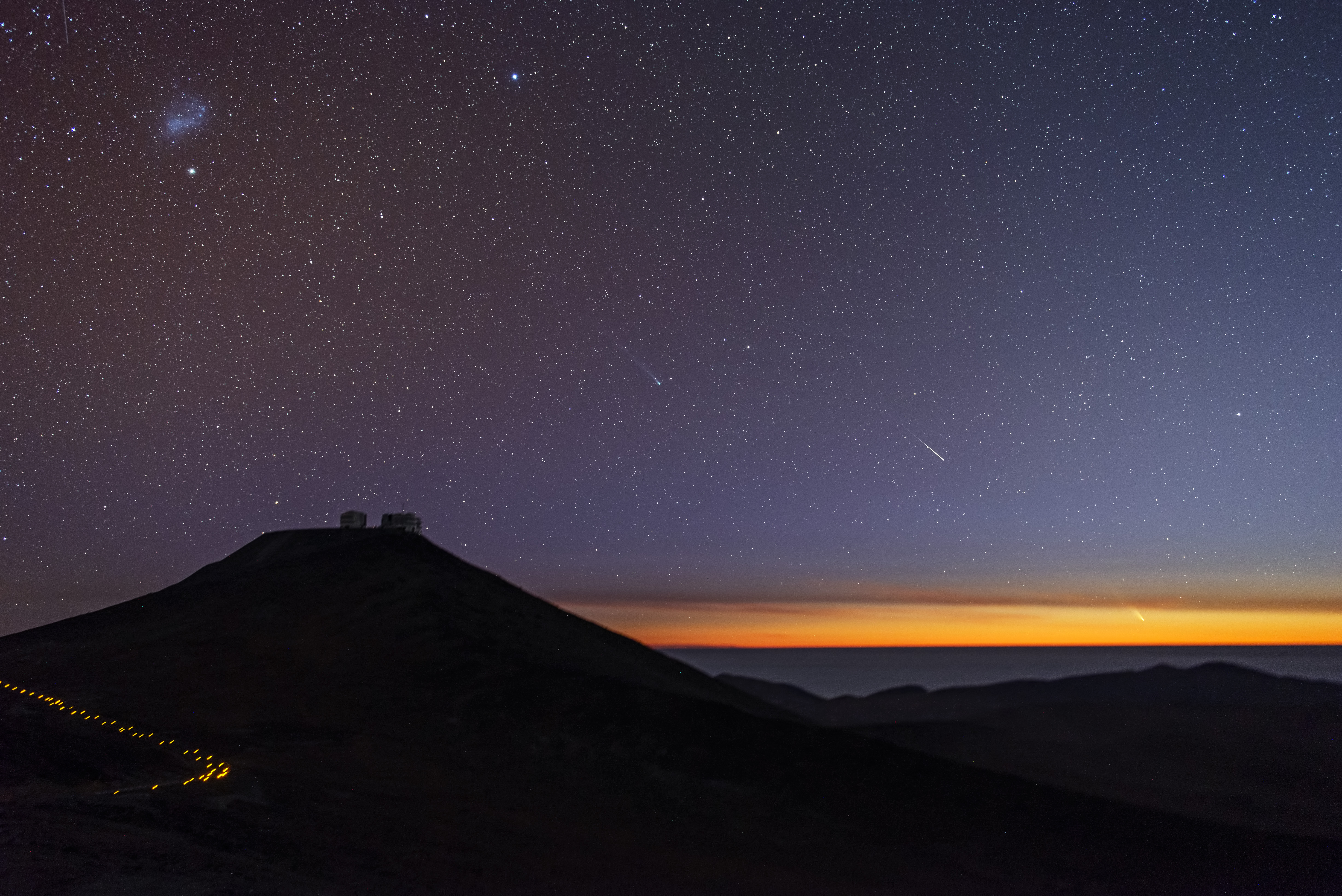
Комета C/2012 F6 в соединении с C/2011 L4 и метеороидный хвост при наблюдении из обсерватории Параналь 5 марта